# (162000) 1990 OS
1990 أو أس (ويعرف أيضًا باسم (162000) 1990 أو أس وفق تسمية الكوكب الصغير) (بالإنجليزية: 1990 OS)‏ هو كويكب ضمن حزام الكويكبات؛ وترتيبه 162000 من حيث الاكتشاف.
اكتُشف هذا الجُرم الفلكي بواسطة اليانور إف. هيلين في 21 يوليو 1990.

## وصلات خارجية
- (162000) 1990 OS في قاعدة بيانات مختبر الدفع النفاث لأجرام النظام الشمسي الصغيرة

- الاكتشاف · مخطط المدار ·  العناصر المدارية · المعلمات المادية

- (162000) 1990 OS على موقع ويكي سكاي: DSS2, SDSS, GALEX, IRAS, Hydrogen α, X-Ray, Astrophoto, Sky Map, Articles and images